# Podporočnik
Podporočnik je nekdanji najnižji častniški vojaški čin, ki je bil v uporabi v Teritorialni obrambi Republike Slovenije (TO RS) in Slovenski vojski. Bil je nadrejen činu zastavnika 1. stopnje (do leta 1993) oz. praporščaku (1993-2002) ter podrejen činu poročnika oz. poročnika korvete.
V skladu s Natovim standardom STANAG 2116 je čin spadal v razred OF-1.
Oznaka čina je bila ena ožja ploščica, na katerih se je nahajal en stiliziran lipov list. Čin je bil ukinjen leta 1993 s sprejetjem Uredbe o činih in povišanju v Ministrstvu za obrambo Republike Slovenije; najnižji častniški čin je postal poročnik.